# Окуджава Шалва Степанович
Окуджава Шалва Степанович (рос. Окуджава, Шалва Степанович, груз. ოქუჯავა შალვა სტეფანოვიჩი; 1 серпня 1901, Кутаїсі, Кутаїська губернія, Російська імперія - 4 серпня 1937, Свердловськ, РРФСР, СРСР) - радянський партійний діяч, 1-й секретар Нижньотагільського міськкому ВКП(б).
Батько Булата Окуджави.

## Рідня

### Походження
Діда Шалви Окуджави з боку матері звали Павло Перемушев. Він переїхав до Грузії в середині 19-го століття. Відомо, що на той час П. Перемушев вже відслужив 25 років у рекрутах і після завершення служби отримав земельний наділ у Кутаїсі. З приводу його походження є різні думки. Згідно з найбільш поширеним, він був або росіянином, або мордвином. Деякі дослідники схильні вважати його євреєм з кантоністів. У Кутаїсі П. Перемушев став працювати кравцем і незабаром одружився з грузинкою Саломеєю Медзмаріашвілі. У нього народилося три дочки, старша з яких — Єлизавета — стала дружиною писаря Степана Окуджави. У цьому шлюбі на світ з'явилося вісім дітей.

## Біографія

### Дитинство та юність
Окуджава Шалва Степанович народився в серпні 1901 року в Кутаїсі. Коли хлопчикові виповнилося 10 років, його прийняли на навчання в дворянську гімназію Кутаїсі. У віці 16 років Шалва приєднався до революціонерів, наслідуючи приклад старших братів Миколи і Михайла, які були активними учасниками антиурядових акцій в дні Лютневої революції.
У 1918 році вступив до РКП(б).
Був одним з організаторів комсомолу в Грузії: 1919-1921 — голова Кутаїського губкому РКСМ, 1921-1922-завідувач оргвідділом ЦК комсомолу Грузії.
Пізніше перейшов на партійну роботу, в 1924-1926 був завідувач відділом агітації і пропаганди Тифліського міськкому ВКП(б).
У 1926-1929 роках — комісар грузинської військово-командної школи, потім комісар дивізії.
З 1931 року на Уралі.
У 1932-1935 роках — секретар парткому Уралвагонстроя (підприємство з будівництва Уралвагонзаводу) в Нижньому Тагілі.
У лютому 1934 року був делегатом XVII з'їзду ВКП(б).
У квітні 1935 — лютому 1937 року-1-й секретар Нижньотагільського міськкому ВКП(б).
Старші брати, Михайло і Микола, з 1922 року належали до «грузинської», а з 1923 року — до Лівої опозиції; після засудження в 1936 році Миколи і арешту Михайла він також був заарештований 18 лютого 1937 року за звинуваченням у троцькізмі і шкідництві.
Окуджава потрапив до списку осіб, які підлягають «репресії по 1-й категорії», що тодішньою партійною умовною мовою означало розстріл.
Список датований 1 квітня 1937 р., підписаний Сталіним, Молотовим і Кагановичем..
Окуджава був розстріляний 4 серпня 1937 року. У 1956 році реабілітований.
Сестра Ольга Степанівна Окуджава (1888-11.09.1941) (дружина поета Галактіона Табідзе) розстріляна під Орлом в 1941 році.
На території Уралвагонзаводу встановлена (поряд з іншими засновниками заводу) невелика стела з барельєфом Ш.С. Окуджави.
У Нижньому Тагілі зберігся будинок по вулиці Карла Маркса 20-а / 24-а, в якому жив і працював до моменту арешту Шалва Окуджава. На одноповерховій цегляній будівлі (дореволюційної споруди) з напівпідвалом встановлена меморіальна дошка. Автор меморіальної дошки-скульптор Василь Михайлович Ушаков (1928-1999).

### На партійній роботі
У 1918 році Шалва Окуджава вступив в РКП(б) і за партійним дорученням зайнявся організацією комсомолу в Грузії. З цього часу і по 1921 рік, коли в країні була встановлена радянська влада, він перебував у підпіллі і освоював науку політичної боротьби. Після Шалву Окуджаву призначили головою Кутаїського губернського комітету РКСМ, а в 1921-му він отримав підвищення, ставши завідувачем організаційним відділом ЦК комсомолу Грузії. 

#### У Москві
У 1921 році Шалву Окуджаву обрали делегатом з'їзду Комінтерну, і він вперше відвідав Москву. Під час одного із засідань перед присутніми виступив В. Ленін з доповіддю, що стосується нової економічної політики. Він справив глибоке враження на молодого комуніста, викликавши бажання займатися діяльністю, пов'язаною з розвитком народного господарства молодої радянської держави. 
З цією метою Шалва Окуджава залишився в столиці і вступив на економічний факультет першого державного університету. Під час навчання в столиці він познайомився з Ашхен Степанівною Налбандян, яка припадала родичкою знаменитому поетові Ваану Тер'яну. Молоді люди полюбили один одного і незабаром одружилися. У травні 1924 року у них народився син — Булат Шалвович Окуджава.

#### У Тифлісі
Незабаром після народження сина Шалву Окуджаву терміново викликали в Тифліс, бо грузинська «партійна організація» дуже потребувала освічених кадрів. Вже в грудні 1924 року його призначено завідувачем відділу агітації і пропаганди Тифліського міськкому партії, a через 2 роки він став комісаром грузинської військово-командної школи. Потім, у 1929 році, Шалву Степановича відправили на навчання до столиці, де він закінчив Інститут марксизму-ленінізму. 
Після повернення на батьківщину у віці 30 років молодого комуніста призначено секретарем міськкому партії і обрано членом ЦК компартії Грузії.

#### Відносини з Берією
Незважаючи на те що зовні в житті Шалви Окуджави все було більш ніж благополучно, насправді над його головою згущувалися хмари. Якщо на початку своєї кар'єри він перебував під заступництвом Серго Орджонікідзе, то після того, як наркомом Грузії став Берія, ситуація різко змінилася. Чесний і принциповий Окуджава не раз різко висловлювався проти його кадрової політики. 
Ходили також чутки, що Лаврентій Павлович був небайдужий до Ашхен, яка вважалася однією з найкрасивіших жінок грузинської столиці того часу. Під кінець Окуджава зрозумів, що йому краще покинути Тифліс, і відправився з сім'єю в Москву. Там йому запропонували посаду в Нижньому Тагілі, на яку він з радістю погодився.

#### На Уралі
Ініціатором призначення Окуджави на посаду секретаря парткому "Уралвагонстроя" в Нижньому Тагілі став Серго Орджонікідзе, дуже цінував його професіоналізм і ділові якості. У лютому 1934 року Орджонікідзе став делегатом 17-го партійного з'їзду, а через рік у нього була нова посада — перший секретар Нижньотагільського міськкому ВКП(б). 
Завдяки його роботі покращилися умови праці робітників, що не раз було відзначено Орджонікідзе, часто приїжджали інспектувати будівництво Уралвагонзаводу.

## Арешт

### Смерть
18 лютого 1937 року співробітники нижньотагільського УНКВС провели обшук у квартирі, де жив Окуджава. За дивною випадковістю, саме в цей день в Москві застрелився його друг і покровитель Серго Орджонікідзе. 
Окуджава вже давно розумів неминучість свого арешту. У ті часи будь-кого могли відправити в табори без будь-якої причини, а у Окуджави була ахіллесова п'ята — брати контрреволюціонери, які після проголошення радянської влади в Грузії приєдналися до лівої опозиції. Хоча вони вже один раз відбули заслання, у 1936 році їх знову заарештували і звинуватили в троцькізмі. Заарештований директор заводу "Уралвагонстрой" Л. Марьясін дав «свідчення», згідно з якими він і Окуджава намагалися організувати замах на Серго Орджонікідзе під час його приїзду в Нижній Тагіл. 
Таке сфабриковане звинувачення в 1937 році було досить серйозним, і мови про порятунок бути вже не могло, тим більше що мова йшла про сім'ю, яка значилася в числі особистих ворогів самого Лаврентія Берії.
Шалва Окуджава опинився в списку осіб, які підлягали «репресії по першій категорії». На партійному жаргоні тих часів таке формулювання означало, що заарештованого чекає розстріл. Документ про це був датований 1 квітня 1937 року, і під ним стояли підписи Сталіна, Молотова і Кагановича. Вирок був приведений у виконання 4 серпня 1937 року.

## Доля рідних
Після арешту глави сім'ї його дружина, яка на той момент працювала секретарем райкому партії в Нижньому Тагілі, сини (Булат Шалвович Окуджава і Віктор, народжений в 1934 році), а також стара мати переїхали до Москви і оселилися в комунальній квартирі на Арбаті. Там вони дізналися про те, що розстріляні також і дядьки майбутнього відомого барда. Нещастя сім'ї на цьому не закінчилися, і в 1938 році матір Окуджави було заарештовано в Москві, і її заслали в Карлаг. Повернулася вона в столицю тільки в 1947 році. 
У троцькізмі було звинувачено і сестру Шалви — Ольгу Окуджаву. Молода жінка була дружиною відомого грузинського поета Галактіона Табідзе. На момент арешту вона була серйозно хвора, проте це не завадило НКВС відправити її на заслання. Ольга довго поневірялася по в'язницях, поки не опинилася в Орлі. 11 вересня 1941 року жінку, як і ще понад 150 ув'язнених, співробітники НКВС розстріляли в Медведевському лісі, який знаходився в декількох кілометрах північніше міста.
Після смерті Йосипа Сталіна дружина Шалви Окуджави стала всіма силами домагатися реабілітації чоловіка. Це їй вдалося ціною неймовірних зусиль лише в 1956 році. При цьому було допитано колишніх співробітників Нижньотагільського міськкому і жителів міста, які підтвердили невинність її чоловіка.